# دوري الدرجة الثانية الياباني 2009
دوري الدرجة الثانية الياباني 2009 هو الموسم 11 من الدوري الياباني الدرجة الثانية. كان عدد الأندية المشاركة فيه 18، وفاز فيه فيغالتا سنداي.